# توربو بوست
توربو بوست (به انگلیسی: Turbo Boost) قابلیتی در پردازنده‌های شرکت اینتل است که به صورت پویا سرعت پردازنده را تغییر می‌دهد؛ این افزایش سرعت در مواقع نیاز و به درخواست سیستم‌عامل رخ می‌دهد تا پردازنده بتواند در هنگام بی‌کاری و انجام کارهای سبک‌تر انرژی کم‌تری مصرف کند.
قابلیت توربو بوست در تعدادی از پردازنده‌های سری نِهیلم، سندی بریج، آی‌وی بریج و هزوِل شرکت اینتل از جمله نسخه‌های Core i5 و Core i7 موجود است.

سیستم‌عامل به راحتی با استفاده از استاندارد رابط قدرت و تنظیمات پیشرفته بدون نیاز به هیچ درایوری می‌تواند قابلیت توربو بوست را فعال یا غیرفعال کند. حداکثر میزان افزایش سرعت نیز به وسیلهٔ تعداد هسته‌های فعال، میزان مصرف انرژی، جریان مصرفی و دمای پردازنده مشخص می‌گردد. البته در نسخهٔ ۲ این تکنولوژی پردازنده می‌تواند در زمان‌های کوتاهی حتی از سرعت مشخص شده نیز فراتر برود.
واحد افزایش سرعت به صورت پیش‌فرض برای پردازنده‌های سری نِهیلم ۱۳۳ مگاهرتز و برای سری‌های سندی بریج، آی‌وی بریج و هزوِل ۱۰۰ مگاهرتز است.

## تاریخچه
شرکت اینتل اولین بار در سال ۲۰۰۸ میلادی با معرفی توربو بوست، پردازنده‌هایی که دارای این ویژگی جدید بودند را با عنوان سریع‌ترین پردازنده‌های روی زمین منتشر کرد.

## مثال

### پردازندهٔ Core i7-4770T
سرعت این پردازنده در زمان کار عادی ۲٫۵ گیگاهرتز است. خاصیت توربو برای این پردازنده را با اعداد ‎۶ / ۹ / ۱۱ / ۱۲ مشخص شده‌است. این اعداد ضریب افزایش سرعت پردازنده به نسبت تعداد هسته‌های فعال آن است. در اینجا برای ۴ هستهٔ فعال ضریب ۶، برای ۳ هسته ضریب ۹، برای ۲ هسته ضریب ۱۱ و برای ۱ هستهٔ فعال ضریب ۱۲ اعلام شده‌است. بنابراین با توجه به این‌که این پردازنده از سری هزول می‌باشد (واحد افزایش سرعت آن ۱۰۰ مگاهرتز است) میزان افزایش سرعت به صورت زیر محاسبه می‌گردد:
| هسته‌های فعال | ضریب | سرعت         | محاسبه                   |
| ------------ | ---- | ------------ | ------------------------ |
| ۴ هسته       | ۶    | ۳٫۱ گیگاهرتز | ۲۵۰۰ + (۶ × ۱۰۰) = ۳۱۰۰  |
| ۲ هسته       | ۱۱   | ۳٫۶ گیگاهرتز | ۲۵۰۰ + (۱۱ × ۱۰۰) = ۳۶۰۰ |
| ۱ هسته       | ۱۲   | ۳٫۷ گیگاهرتز | ۲۵۰۰ + (۱۲ × ۱۰۰) = ۳۷۰۰ |